# Jongunjoki
Der Jongunjoki ist ein Fluss in den finnischen Landschaften Kainuu und Nordkarelien.
Der 76 km lange Fluss hat seinen Ursprung im See Jonkeri nahe der russischen Grenze auf einer Höhe von 196 m.
Von dort fließt er in überwiegend südlicher Richtung zum Lieksanjoki.
Der Jongunjoki ist ein beliebtes Kanugewässer. Auf einer Strecke von 68 km weist er einen Höhenunterschied von 80 m auf.